# 다닐 트리포노프

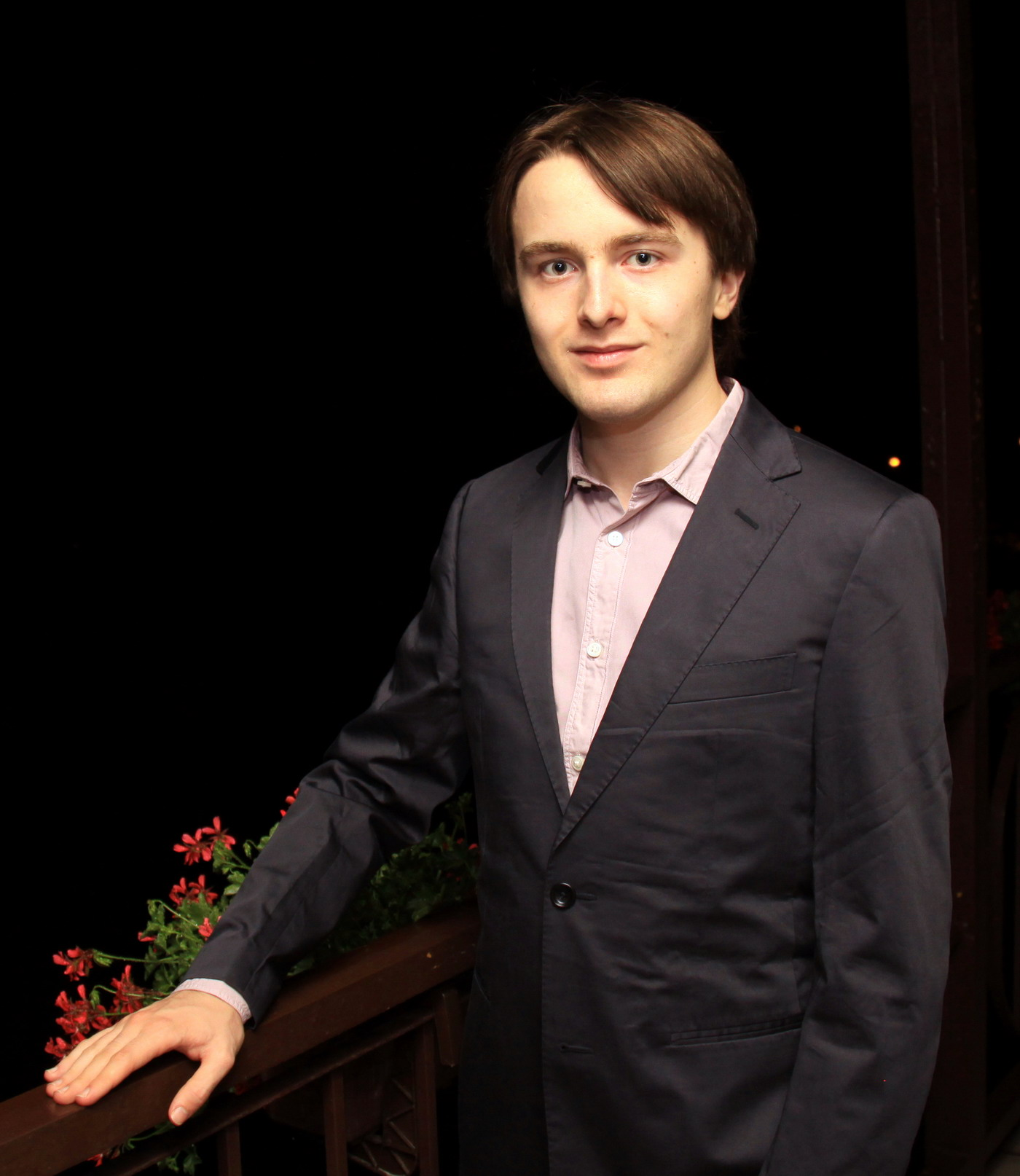
부즈코 즈두르이에서의 다닐 트리프노프(2012년 7월)

다닐 올레고비치 트리포노프 (러시아어: Дании́л Оле́гович Три́фонов; 1991년 3월 5일 니즈니노브고로드에서 태어남)은 러시아의 피아노 연주자 겸 작곡가이다.

## 유년 시절
트리포노프는 러시아의 니즈니 노프고로드에서 1991년 3월 5일에 태어났다. 그의 부모님은 모두 전문 음악인이였다.  그는 다섯 살 때 피아노를 배우기 시작했으며, 여덟 살 때 첫 피아노 협연 무대를 선보였다.(그의 유치가 공연 도중 빠졌다는 이야기도 있다). 그는 모스크바의 유명한 음악학교인 그네씬 음악학교에서 타티아나 제릭만을 사사했다.

## 경력
17살 때, 트리포노프는 제 4회 모스크바의 스크랴빈 국제 콩쿠르에서 5위를 차지했으며, 제 3회 산 마리노 국제 콩쿠르에서는 우승을 하고 칙 코리아 상을 받았다, .
2009년엔 스승 타탸나 제릭만의 추천으로 클리브랜드 음악 협회에서 세르게이 바바얀의 학생이 되었다.
2010년, 그는 빈 시청사 내에 있는 광장라타우스 광장에서 유로비전 영 뮤지션스의 7명의 결승전 진출자로서 공연했다. 그는 바르샤바에서 열린 16회 쇼팽 국제 피아노 콩쿠르에서 3위로 입상하며 메달리스트가 되었고, 폴스키에 라디오에 의해 최고의 마주르카 공연자로 선정되어 특별상을 수상했다.
2011년 차이코프스키 국제 콩쿠르에서 우승했다.